# Dzinara Alimbekava
Dzinara Alimbekava, née le 5 janvier 1996 à Abay, est une biathlète biélorusse. Née au Kazakhstan d'un père kazakh et d'une mère russe, elle fait partie de l'équipe nationale de Biélorussie avec laquelle elle est championne olympique du relais féminin lors des Jeux d'hiver 2018

## Biographie
Alimbekava démarre au niveau international junior en 2011. Elle obtient son premier titre aux Championnats du monde junior en 2015 en gagnant avec le relais.
Elle fait ses débuts en Coupe du monde en janvier 2016 sur le sprint d'Antholz et marque ses premiers points lors de la saison 2017-2018.
Aux Jeux olympiques d'hiver de 2018, après une 56e place sur l'individuel, elle remporte la médaille d'or sur le relais avec Iryna Kryuko, Nadezhda Skardino et Darya Domracheva.
Pour ses premiers Championnats du monde élite en 2019, elle obtient notamment la treizième place du sprint.
Après plusieurs saisons passées au-delà de la 50e place mondiale, elle affiche une progression fulgurante au début de l'hiver 2020-2021. Alors qu'elle n'est pas sortie une seule fois du top 10 sur les deux premières étapes de Kontiolahti, elle connait le point culminant de sa saison lors de la troisième étape, à Hochfilzen. Elle y obtient, tout d'abord, sa première victoire en carrière sur le sprint, grâce à un 10/10 et le 10e temps de ski, puis enchaine deux jours plus tard avec un 20/20 et une 2e place sur la poursuite. Ces dernières performances lui permettent alors d'atteindre la 2e place du classement général à l'issue de cette troisième étape, derrière Marte Olsbu Røiseland. Sur la suite de la saison, Dzinara Alimbekava est moins en vue et accuse notamment plusieurs contre-performances sur les Championnats du monde à Pokljuka. Elle retrouve le niveau affiché en début d'hiver lors de la première étape de Nové Město, sur laquelle elle obtient la 4e place du sprint, et se replace en favorite pour décrocher le classement général U25. Alors qu'Elvira Öberg était sa principale concurrente sur la première moitié de saison, elle se présente sur la dernière étape d'Östersund en tête du classement U25, avec Ingrid Landmark Tandrevold et Markéta Davidová comme rivales. Les résultats du sprint et de la poursuite la conduisent vers un duel final avec la Norvégienne sur la mass start, dernière course de la saison. Dans des conditions venteuses difficiles, elle parvient à terminer cette course à la 2e place, lui garantissant le gain du général U25. Elle termine également l'hiver à la 7e place du classement général, juste derrière les grandes dames du circuit, confortant son statut de révélation de la saison, au même titre que Sturla Holm Lægreid chez les hommes, vainqueur lui aussi du général U25.

## Palmarès

### Jeux olympiques
| Édition / Épreuve | Individuel | Sprint | Poursuite | Mass start | Relais                         | Relais mixte |
| ----------------- | ---------- | ------ | --------- | ---------- | ------------------------------ | ------------ |
| Pyeongchang 2018  | 56e        | —      | —         | —          | Médaille d'or, Jeux olympiques | —            |
| Pékin 2022        | 5e         | 15e    | 19e       | 12e        | 13e                            | 6e           |

Légende :
- — : non disputée par Dzinara Alimbekava

### Championnats du monde
| Édition / Épreuve       | Individuel | Sprint | Poursuite | Mass start | Relais | Relais mixte | Relais mixte simple |
| ----------------------- | ---------- | ------ | --------- | ---------- | ------ | ------------ | ------------------- |
| Östersund 2019          | 85e        | 13e    | 35e       | —          | 11e    | —            | —                   |
| Antholz-Anterselva 2020 | —          | 72e    | —         | —          | —      | —            | —                   |
| Pokljuka 2021           | 17e        | 40e    | 21e       | 26e        | 4e     | 14e          | —                   |

Légende :
- — : non disputée par Dzinara Alimbekava

### Coupe du monde
- Meilleur classement général : 7e en 2021 et 2022.
- Vainqueur du classement U25 (jeunes) en 2021.
- 11 podiums : 
  - 6 podiums individuels : 1 victoire, 4 deuxièmes places et 1 troisième place.
  - 4 podiums en relais : 1 victoire et 3 deuxièmes places.
  - 1 podium en relais mixte : 1 deuxième place.

 Dernière mise à jour le 20 mars 2022. 

#### Classements en Coupe du monde
| Saison    | Individuel | Individuel | Individuel | Sprint  | Sprint | Sprint   | Poursuite | Poursuite | Poursuite | Mass start | Mass start | Mass start | Général | Général | Général  |
| Saison    | Courses    | Points     | Position   | Courses | Points | Position | Courses   | Points    | Position  | Courses    | Points     | Position   | Courses | Points  | Position |
| --------- | ---------- | ---------- | ---------- | ------- | ------ | -------- | --------- | --------- | --------- | ---------- | ---------- | ---------- | ------- | ------- | -------- |
| 2015-2016 | 0/3        |            |            | 1/9     | 0      | nc       | 0/8       |           |           | 0/5        |            |            | 1/25    | 0       | nc       |
| 2016-2017 | 0/3        |            |            | 2/9     | 0      | nc       | 1/9       | 0         | nc        | 0/5        |            |            | 3/26    | 0       | nc       |
| 2017-2018 | 1/2        | 6          | 50e        | 5/8     | 17     | 70e      | 3/7       | 1         | 84e       | 0/5        |            |            | 9/22    | 24      | 74e      |
| 2018-2019 | 2/3        | 0          | nc         | 7/9     | 67     | 42e      | 4/8       | 32        | 53e       | 0/5        |            |            | 13/25   | 99      | 53e      |
| 2019-2020 | 1/3        | 8          | 58e        | 6/8     | 7      | 79e      | 2/5       | 0         | nc        | 0/5        |            |            | 9/21    | 15      | 76e      |
| 2020-2021 | 3/3        | 68         | 9e         | 10/10   | 274    | 6e       | 8/8       | 226       | 5e        | 5/5        | 113        | 11e        | 26/26   | 734     | 7e       |
| 2021-2022 | 2/2        | 79         | 3e         | 6/9     | 244    | 9e       | 5/7       | 190       | 8e        | 2/4        | 76         | 19e        | 15/22   | 589     | 7e       |

 Dernière mise à jour le 20 mars 2022 

#### Victoire
| Saison    | Individuel | Sprint       | Poursuite | Mass start | Total |
| 2020-2021 |            | Hochfilzen 1 |           |            | 1     |
| Total     | 0          | 1            | 0         | 0          | 1     |

Dernière mise à jour le 11 décembre 2020

### Championnats d'Europe
- Médaille de bronze du relais mixte en 2019.

### Championnats du monde junior
- Médaille d'or du relais en 2015.